# Frédéric Ier d'Anhalt
Pour les articles homonymes, voir Frédéric Ier.
Frédéric Ier (29 avril 1831, Dessau – 24 janvier 1904, Ballenstedt) est duc d'Anhalt de 1871 à sa mort.

## Biographie
Frédéric Ier est le troisième enfant et le seul fils du duc Léopold IV d'Anhalt-Dessau et de Frédérique-Wilhelmine de Prusse. Il participe à la guerre des Duchés en 1864, puis à la guerre franco-prussienne en 1870. Il est présent lors de la cérémonie de proclamation de l'Empire allemand dans la galerie des Glaces du château de Versailles, le 18 janvier 1871.
Il succède à son père comme duc d'Anhalt le 22 mai 1871. À sa mort, son deuxième fils Frédéric lui succède.

## Mariages et descendance
Frédéric Ier épouse Antoinette (1838-1908), fille du prince Édouard de Saxe-Altenbourg et d'Amélie de Hohenzollern-Sigmaringen, le 22 avril 1854 à Altenbourg. Ils ont six enfants :
- Léopold (1855-1886) épouse en 1884 Élisabeth de Hesse-Cassel née en 1862 d'où Antoinette née en 1885;
- Frédéric II (1856-1918), duc d'Anhalt ;
- Élisabeth (1857-1933), épouse en 1877 le grand-duc Adolphe-Frédéric V de Mecklembourg-Strelitz ;
- Édouard (1861-1918), duc d'Anhalt ;
- Aribert (1866-1933), régent d'Anhalt ;
- Alexandra (1868-1958), épouse en 1897 le prince Sizzo de Schwarzbourg.